# Ascelin de Lombardie
Ascelin de Lombardie, aussi connu sous les noms de Nicolas Ascelin, Ascelin de Crémone ou frère Anselme est un moine dominicain italien du XIIIe siècle que le pape Innocent IV envoya comme émissaire auprès des Mongols en mars 1245. Il rencontra Baïdju, le commandant des armées mongoles en Perse, puis revint en Europe avec un message et des envoyés mongols en 1248.

## Mission
Avant le premier concile de Lyon en mars 1245, Innocent IV dépêche quatre ambassades auprès des Mongols, dont l'une dirigée par Ascelin. Il est accompagné par Simon de Saint-Quentin, qui a écrit le récit de la mission dans son Historia Tartarorum et deux inconnus, Albéric et Alexandre.
Ascelin rencontre le commandant des armées mongoles en Perse, Baïdju, à son camp dans la vallée de l’Araxe en 1247.
Ascelin est généralement décrit comme têtu et inflexible de caractère. Il n'a pas apporté de cadeaux aux Mongols, et refuse de leur montrer le respect par la génuflexion sauf s'ils acceptent le baptême, ce qui déplait considérablement. Les Mongols répondent avec indignation « Qu'ils ne pouvaient pas se soucier de devenir chrétiens et des chiens comme eux, que le pape était un chien, et qu'ils étaient des chiens eux-mêmes. » Ascelin échappe de justesse à la mort, grâce uniquement au respect que les Mongols, accordent traditionnellement aux ambassadeurs.[Quoi ?]
Pendant sa mission, il s'entretient avec des princes musulmans, l'oncle du prince d'Alep, et le frère du prince de Mossoul, qui sont en route pour faire allégeance au Grand Khan. Les princes invitent Ascelin à voyager avec eux jusqu’à Karakorum, en Mongolie, mais il décline l'offre.
Ascelin repart en France avec un message de Baïdju, qui exige la soumission du pape. Il est accompagné par deux émissaires mongols, Aïbeg et Serkis, qui voyagent avec lui jusqu'à Lyon et rencontrent Innocent IV en 1248.
En réponse, le pape émet la bulle  Viam agnoscere veritatis, par laquelle il demande aux Mongols d’arrêter de tuer des chrétiens. Les envoyés retournent en Perse avec la lettre du pape le 22 novembre 1248.

## Divers

### Études
- Paul Pelliot, Les Mongols et la Papauté (1) Revue de l'Orient chrétien, 3e sér., 1922/23, pp. 3-30., (2) 1924, pp. 225., (3) 1931-32, pp. 3-84.

### Source
- (en) Cet article est partiellement ou en totalité issu de l’article de Wikipédia en anglais intitulé « Ascelin of Lombardia » (voir la liste des auteurs).